# District de Tiruvallur
Ne doit pas être confondu avec District de Tiruvarur.
Le district de Tiruvallur, ou district de Thiruvallur, est un district du sud-est de l'Inde situé dans le nord de l'état du Tamil Nadu. Son chef-lieu est la ville de Tiruvallur

## Géographie
Sa capitale est Tiruvallur.
La superficie du district est de 3 394 km2. Au recensement de 2011, il comptait 3 728 104 habitants. C'est une population urbaine à 65,14% et alphabétisée à 84,03%.

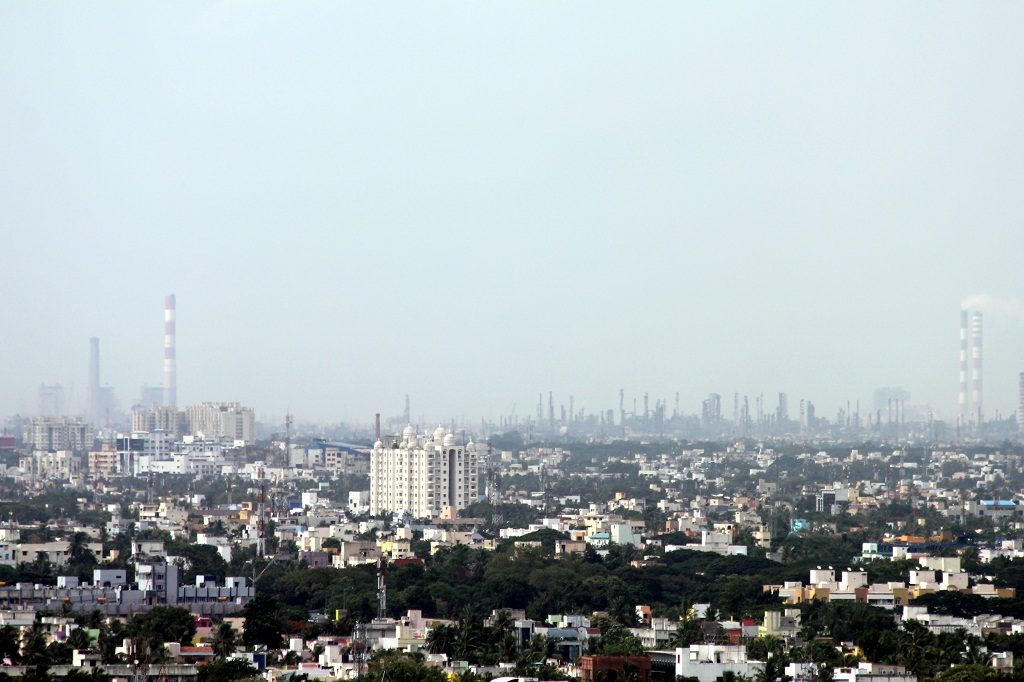
Manali et Ennore depuis le mont st-Thomas.
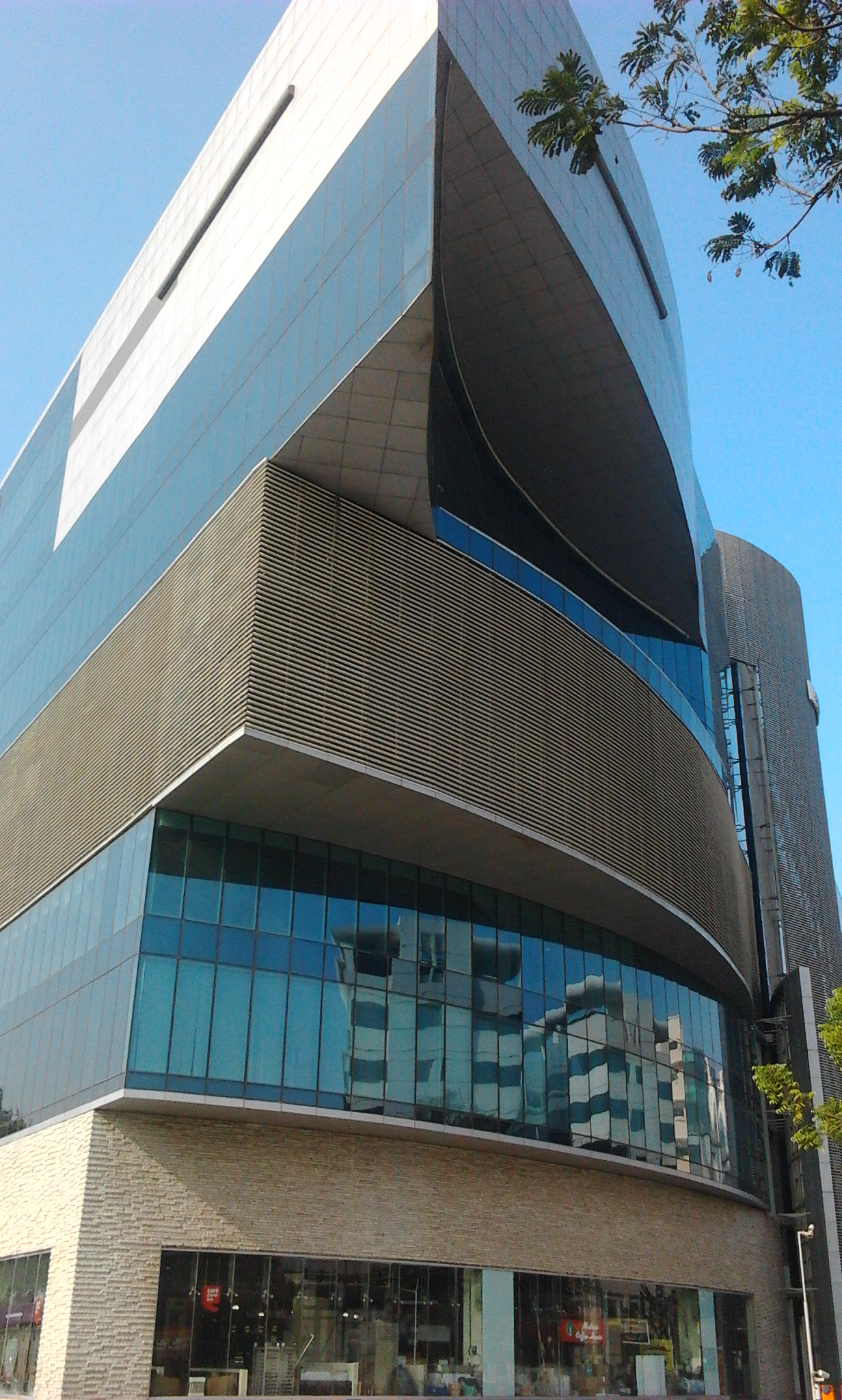
IT parc à Ambattur.
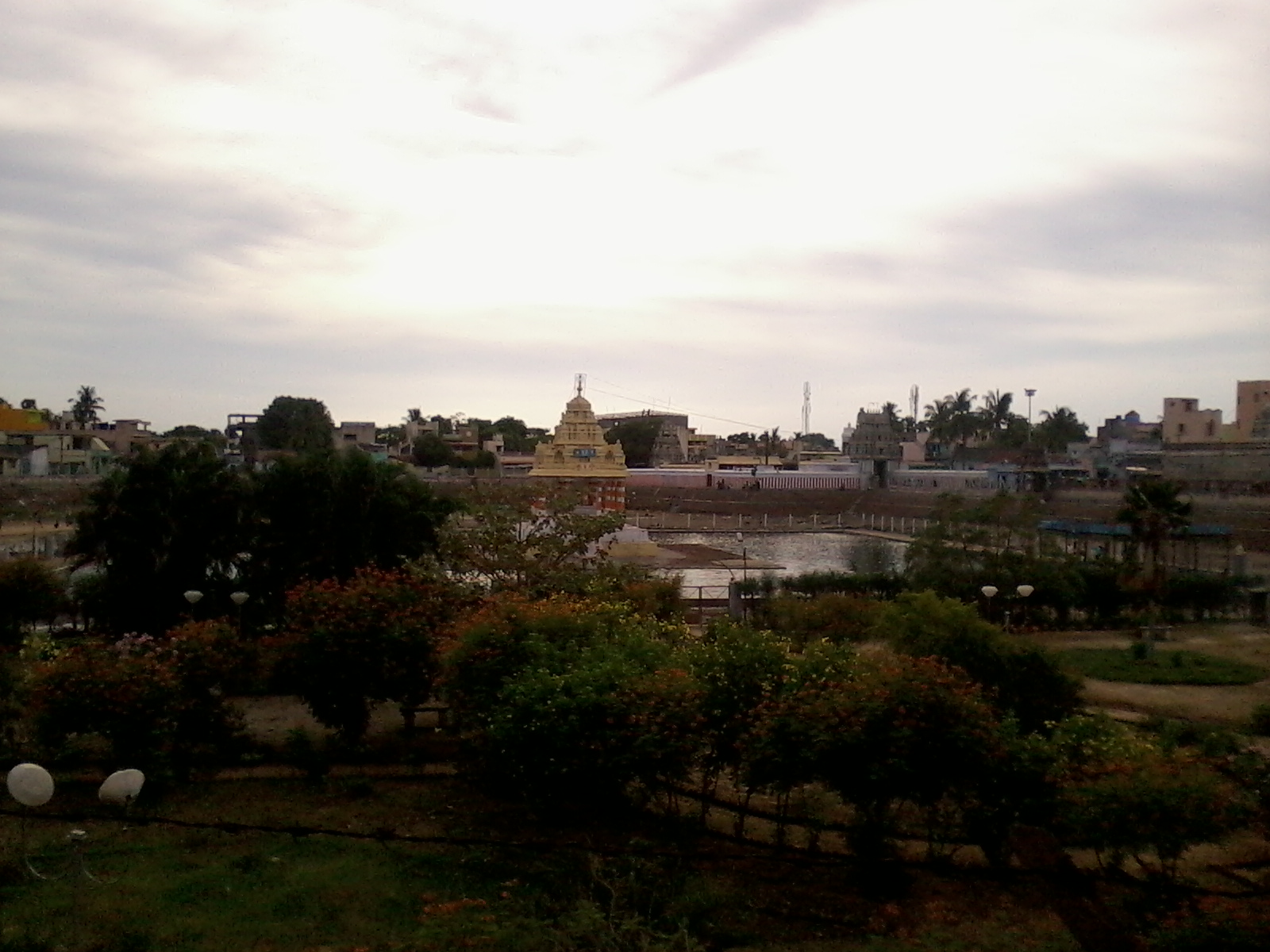
Vue de Tiruvallur et d'un temple.

## Économie
Le district de Tiruvallur est l’un des plus dynamiques du Tamil Nadu avec 16 zones industrielles en activité, dont 11 aménagées par le gouvernement. Il accueille plusieurs acteurs de la chimie, comme Madras Refineries, Madras Fertilizers, Madras Rubber Factory, Manali Petro Chemicals, Indian Oil Corporation, Hindustan Petroleum, Bharat Petroleum, Parry India, Indian tobacco ou les constructions mécaniques Açok Leyland, TI Cycles, Hindustan Motors, les chantiers navals L&T Ship Build et les chaudronneries d’Avadi.
Les grandes infrastructures sont le Port de Kamarajar, les centrales thermiques de Chennai Nord (National Thermal Power Corporation) et d’Ennore.
Le grand centre de recherche est le National Institute of Ocean Technology,